# تپه گردن گرمک
تپه گردن گرمک در شهرستان قزوین، روستای گرمک واقع شده و این اثر در تاریخ ۲۵ اسفند ۱۳۷۹ با شمارهٔ ثبت ۳۳۰۵ به‌عنوان یکی از آثار ملی ایران به ثبت رسیده است.